# Mann unter Feuer
Mann unter Feuer (Originaltitel: Man on Fire) ist ein US-amerikanisches Filmdrama von Tony Scott aus dem Jahr 2004 mit Denzel Washington in der Hauptrolle. Es handelt sich um eine Neuverfilmung des gleichnamigen Thrillers aus dem Jahr 1987. Beide Filme beruhen auf dem Roman Man on Fire (deutscher Buchtitel: Der Söldner) des Autors A. J. Quinnell.

## Handlung
In Mexiko-Stadt sind Entführungen an der Tagesordnung. Der alkoholkranke und suizidgefährdete Antiterrorexperte John W. Creasy nimmt auf Empfehlung seines Freundes Paul Rayburn eine Stelle als Leibwächter bei dem Geschäftsmann Samuel Ramos an, dessen neunjährige Tochter Pita (kurz für „Lupita“) er beschützen soll. Creasy kann nicht gut mit Menschen umgehen und konzentriert sich auf seinen Job. Doch nach anfänglicher Distanz entwickelt sich bald eine freundschaftliche Beziehung zwischen ihm und Pita. Nach einem Selbstmordversuch mit seiner Waffe, der aufgrund Zündversagens einer 9-mm-Patrone missglückt, fängt sich der gläubige Creasy wieder und übernimmt gegenüber Pita mehr und mehr die Rolle der oft abwesenden Eltern.
Nach einer Klavierstunde wird Pita entführt. Bei dem Schusswechsel mit den Entführern und daran beteiligten korrupten Polizisten wird Creasy schwer verletzt und fällt ins Koma. Die Entführer fordern von den Eltern zehn Millionen US-Dollar Lösegeld. Die Übergabe des Geldes wird durch eine andere Gruppe korrupter Polizisten sabotiert, die der Bruderschaft „La Hermandad“ angehören. Beim Schusswechsel zwischen den Polizisten und den Geiselnehmern stirbt der Neffe des Chefs der Entführer. Daraufhin bricht dieser den Kontakt zur Familie ab und lässt den Anschein erwecken, dass Pita getötet wurde.
Creasy wacht aus dem Koma auf und macht sich, obwohl noch lange nicht genesen, auf den Weg, jeden zu finden und zu töten, der an der Entführung beteiligt war. Aufgrund ihres Verhältnisses zum ehemaligen Interpol-Direktor Manzano, der nun in der Abteilung gegen Korruption in der mexikanischen Bundespolizei arbeitet, kann die Journalistin Mariana wertvolle Hinweise bei der Aufklärung liefern. Freundschaftliche und moralische Hilfe erhält Creasy von seinem Freund Paul Rayburn. Schritt für Schritt arbeitet sich Creasy dabei die Hierarchie der professionell organisierten Entführungsbande hoch und hinterlässt eine Spur von Blut und Zerstörung. Dabei entdeckt er, dass die Entführung von dem in schwerer Geldnot befindlichen Vater und dessen zwielichtigem Anwalt Jordan Kalfus eingefädelt wurde und man geplant hatte, sich das von einer Entführungsversicherung beigesteuerte Lösegeld zu teilen. Da die vorgetäuschte Entführung nicht so problemlos abgelaufen ist, wie Kalfus es ihm versichert hatte, tötet Pitas Vater den Anwalt.
Als Creasy zu den Eltern fährt, um eine Erklärung zu fordern, gibt Samuel Ramos sein Mitwirken an der geplanten Entführung seiner Tochter zu. Creasy lässt ihm seine Waffe mit jener Patrone da, die bei seinem Selbstmordversuch nicht gezündet hatte. Als Samuel Ramos die Waffe abdrückt, zündet die Patrone, und er tötet sich selbst. Schließlich nimmt Creasy den Bruder des Bandenchefs „Die Stimme“ als Geisel und bietet ihn im Austausch gegen Pita an, da der Bandenchef behauptet, Pita sei noch am Leben. Zusätzlich zum Bruder muss er sich selbst dem Bandenchef ausliefern, da dies letzterer fordert. Auf einer abgelegenen Brücke wird der Tausch vollzogen. Pita kehrt mit ihrer Mutter nach Hause zurück, Creasy steigt in das Auto der Entführer, wo er einer Schussverletzung erliegt. Zum Schluss ist zu sehen, wie „Die Stimme“ bei seiner Verhaftung von Direktor Manzano erschossen wird.

## Hintergrund
- Eigentlich sollte Tony Scott schon in der ersten Verfilmung von 1987 Regie führen, aber das Studio war damals der Meinung, dass er noch zu wenig Erfahrung hätte, und gab das Projekt an Regisseur Élie Chouraqui weiter.[3]
- Der Roman, der als Grundlage für die Verfilmung diente, handelt von einer Entführung durch die Mafia in Italien, und der Name des Mädchens ist dort Pinta. Nachdem Regisseur Tony Scott die Handlung für den Film nach Mexiko verlegt hatte, musste der Name des Mädchens in Pita geändert werden, da „Pinta“ in der dortigen Umgangssprache auch „Hure“ bedeutet.
- Der Film wird als wahre Geschichte vermarktet, auch die Einblendungen am Schluss erwecken diesen Anschein. Das zugrunde liegende Buch von A. J. Quinnell ist allerdings reine Fiktion.
- Der Song Blue Bayou, den man im Film hört, ist eine von Linda Ronstadt gesungene Neuaufnahme und stammt im Original von Roy Orbison.
- Die Film-Soundtracks, die im Film immer wieder auftauchen, sind von der Komponistin Lisa Gerrard komponiert. Diese Soundtracks sind später in einem einzigen Lied (Lisa Gerrard – The End) und (Mann unter Feuer – The End) veröffentlicht worden. Das Lied The End beinhaltet alle im Film Mann unter Feuer vorkommenden Soundtracks.

## Kritiken
In den USA fiel der Film größtenteils durch die Kritiken. Nur 39 % der 161 auf der Seite Rotten Tomatoes gesammelten Kritiken waren in ihrem Urteil positiv. Auf Metacritic erreichte Mann unter Feuer einen Metascore von 47 % basierend auf 36 Kritiken.
James Berardinelli schrieb auf ReelViews, das langsame Tempo ermögliche die Entwicklung der Charaktere und der Beziehungen zwischen ihnen. Die Stilistik sei durch den Sender MTV inspiriert und zwar „fragwürdig“ („questionable“), aber nicht falsch. Berardinelli lobte stark die Darstellungen von Denzel Washington und Dakota Fanning.
Die deutschsprachige Website Filmstarts.de ging dagegen mit dem Film hart ins Gericht: Sie kritisierte, dass, obwohl Tony Scott, Denzel Washington und Brian Helgeland „eigentlich mit einem Mindestmaß an Qualität verbunden werden“, Mann unter Feuer zeige, dass „große Namen noch lange keine Garantie für große Unterhaltung“ sind. Um „ein ernsthaftes Charakter-Drama“ darzustellen, so die Rezension, „sind die Figuren einfach zu simpel gestrickt, zu eindimensional“ und „ein Spannungsbogen kaum erkennbar“. Denzel Washington, der 2002 einen Oscar als bester Hauptdarsteller für den Film Training Day erhielt, sei in diesem Film „gänzlich unterfordert“. Das Fazit: „Für einen Actioner zu langatmig, für ein Charakter-Drama zu oberflächlich.“
Die Redaktion von MovieMaze.de resümierte, Mann unter Feuer sei ein „durchaus spannende[r] und teilweise gut inszenierte[r] Revenge-Thriller“, wobei positiv hervorgehoben wurde, dass sich der Film „Zeit für Charaktere und Story nimmt“. Washington liefere „eine gewohnt souveräne Darbietung ab“, auch Dakota Fanning könne nach ihrer Rolle in Ich bin Sam „erneut ihr Talent unter Beweis stellen“. Allerdings übertreibe es Regisseur Tony Scott gelegentlich mit den „schnellen Schnitten“, weshalb die Inszenierung manchmal „etwas zu überladen“ wirke.
Das Lexikon des internationalen Films urteilte: „Sich düster und fatalistisch gebender Actionfilm, verdichtet zu einem fulminanten stilisierten Bilderreigen. In der drastischen Darstellung von Selbstjustiz überschreitet er alle Grenzen, wobei der exzessiven Gewalt jeder glaubwürdige Kontext fehlt.“
Bei IMDb wird der Film mit 7,7 von 10 möglichen Punkten relativ hoch bewertet.

## Auszeichnungen
- Dakota Fanning wurde im Jahr 2005 für den Young Artist Award und für den Broadcast Film Critics Association Award nominiert.
- Der Film und sein Hauptdarsteller Denzel Washington wurden 2005 für den Image Award nominiert.
- Für die Filmmusik gewann Harry Gregson-Williams 2005 den BMI Film Music Award.
- Die Deutsche Film- und Medienbewertung FBW in Wiesbaden verlieh dem Film das Prädikat „besonders wertvoll“.[10]